# Houmane Jarir
Houmane Jarir (arabisch حومان جرير, DMG Ḥūmān Ǧarīr; * 30. November 1944 in Casablanca; † 19. Mai 2018 in Boston) war ein marokkanischer Fußballspieler und -trainer.

## Sportlicher Werdegang
Jarir bestritt seine komplette Karriere im Erwachsenenbereich bei Raja Casablanca. 1967 wurde er Torschützenkönig der Botola. 1974 gewann er mit der Mannschaft die Coupe du Trône durch einen 1:0-Endspielerfolg über Maghreb Fez, dies war der erste Titelgewinn des Klubs auf nationaler Ebene. Drei Jahre später wiederholte der Klub den Erfolg, dieses Mal wurde Difaâ d’El Jadida mit einem 1:0-Sieg nach Verlängerung geschlagen. Eine Endspielteilnahme lässt sich nicht belegen, im selben Jahr beendete er aufgrund einer Knieverletzung seine aktive Laufbahn
Zwischen 1966 und 1970 lief Jarir für die marokkanische Nationalmannschaft auf. Dabei nahm er an der Weltmeisterschaftsendrunde 1970 teil, bei der die Mannschaft als einziger Vertreter Afrikas am Ende der Gruppenphase ausschied. Bei der 1:2-Auftaktniederlage gegen Deutschland erzielte er mit der zwischenzeitlichen 1:0-Führung den ersten WM-Treffer Marokkos.
Später war Jarir kurzzeitig auch Trainer bei Raja Casablanca sowie den unterklassig spielenden Lokalkonkurrenten TAS Casablanca und Étoile de Casablanca. Mit Raja stand er 1983 im Pokalfinale, das im Elfmeterschießen gegen Olympique Casablanca verloren ging. Als Assistent von Rabah Saâdane war er Ende der 1980er Jahre erneut bei Raja tätig, gemeinsam gewannen sie 1989 den African Cup of Champions Clubs.